# Stazione di Santa Margherita Ligure-Portofino
Stazione di Santa Margherita Ligure-Portofino vasútállomás Olaszországban, Santa Margherita Ligure településen.

## Vasútvonalak
Az állomást az alábbi vasútvonalak érintik:
- Pisa–La Spezia–Genova-vasútvonal

## Kapcsolódó állomások
A vasútállomáshoz az alábbi állomások vannak a legközelebb:
- San Lorenzo railway halt
- Stazione di San Michele di Pagana